# Evasino
Evasino (Evasinus; ... – VIII secolo) è stato un vescovo longobardo fu vescovo di Asti nell'VIII secolo, ritenuto spurio da alcuni autori.

## Biografia
Viene ricordato nel catalogo di Giovanni Stefano Aiazza (†  1618), come testimone in una donazione fatta nel 783 da Carlo Magno all'abbazia di Novalesa. Il suo nome ricorre anche nel catalogo dei Vescovi di Innocenzo Milliavacca del 1699 con la data di consacrazione del 750.
Tuttavia, secondo alcuni storici, tra cui Fedele Savio e Carlo Cipolla, il documento che attesterebbe l'esistenza di questo vescovo non sarebbe autentico e il vescovo perciò da eliminare dalla cronotassi episcopale di Asti.